# CP/M
CP/M，是數位研究公司（Digital Research Inc.）在1974年开发，为8位CPU（如Intel 8080、Zilog Z80等）的个人电脑（PC）所设计之操作系统。在PC市场的黎明阶段，它成为被广泛应用的操作系统，DOS採用了許多CP/M特色、因此使用者能快速適應。可是因为在向16位CPU的转化上错失机会，在以IBM PC/AT以及IBM PC兼容机为中心的16位PC市场上惨败给微軟公司推出的MS-DOS，从而从市场上消失。虽然CP/M推出了为Intel 8086而设计的CP/M-86以及为Motorola 68000而设计的CP/M-68K等版本，但使用者几乎不存在。

## 硬件需求
一个最小的8位CP / M系统需要以下硬件组件：
- 使用ASCII字符集的计算机终端
- 英特尔8080（以及后来的8085）或Zilog公司的Z80微处理器
- 至少有16千字节的RAM
- 可引导的磁盘
- 至少有一个软盘驱动器

## 操作系统组件
在8位版本中，CP/M的系统组件載入至主記憶體中。系统组件分为3个部分：
- 基本輸入輸出系统（BIOS）
- 基本磁碟的操作系统（BDOS）
- 控制台命令處理器（CCP）

BIOS和BDOS常駐在主記憶體中，而CCP常駐在主記憶體中，除非應用程序覆盖，在這種情况下，它會自動重新載入應用程序完成後執行。還提供了大量標准工具命令。命令以.COM副檔名儲存在磁碟上。
BIOS直接控制硬體構造（例如CPU和主記憶體），它提供文字輸入輸出、磁碟扇区讀寫等功能。BDOS執行CP/M檔案系统和一些輸入輸出操作（例如重定向）。CCP提供使用者命令行並直接執行它們（内部命令例如DIR顯示一個資料夾中的檔案，或者ERA删除一個檔案），或者讀取、起動一个可執行檔。

## 对后来计算机存储方式的影响
- 8080主要使用的操作系统是CP/M-80，到8086的时候，实际寻址范围是8080的16倍，但是英特尔将8086创建为可让程序只占用1M内存中的64K字节段，好像完全是小型的8080内存系统，直接影响到后来的段寄存器设计。
- DOS的檔案名稱採用8.3格式是為了向下相容CP/M。
- 軟碟機代號使用A,B（舊式PC有1~2台軟碟機）、硬碟代號由C開始，也是為了向下相容CP/M。

## 註解
1. ↑  「CP/M」全稱「微型計算機控製程序」（Control Program/Monitor或Control Program for Microcomputers）
2. ↑  數位研究公司於1991年被Novell所兼并